# Lithobius striatus
Lithobius striatus är en mångfotingart som beskrevs av Muralevitch 1926. Lithobius striatus ingår i släktet Lithobius och familjen stenkrypare.

## Underarter
Arten delas in i följande underarter:
- L. s. striatus
- L. s. monosulcatus